# Botafumeiro

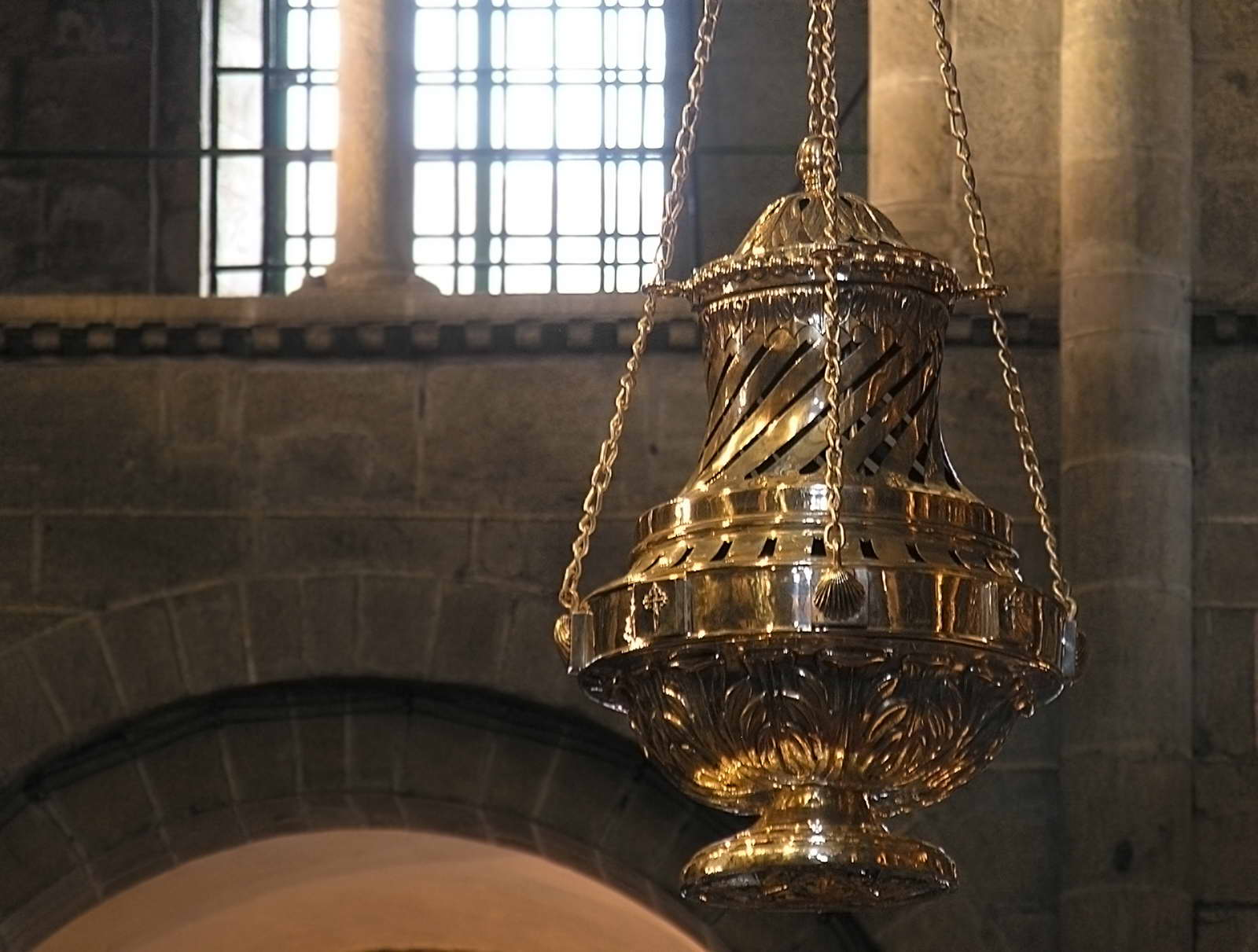
Botafumeiro

Der Botafumeiro (aus dem Galicischen, bedeutet so viel wie „Räucherkessel“) ist ein etwa 1,60 m großes und 54 kg schweres Weihrauchfass (lat. Thuribulum) und gehört zu den Hauptattraktionen der Kathedrale von Santiago de Compostela. Er hängt an einem etwa 66 m langen Seil und wird zu besonderen Anlässen von acht Männern in Bewegung gesetzt und bis hoch unter die Decke geschwungen.
Der Botafumeiro gehört zu den größten seiner Art.
In der Kathedrale gibt es drei Botafumeiros: Das Original, das 1851 von dem Goldschmied José Losada hergestellt wurde, ist aus Messing und Bronze gefertigt sowie versilbert. Dazu gibt es zwei Kopien, eine ist in einem Schaufenster in der Altstadt ausgestellt, die zweite befindet sich im Kapitelsaal.

## Geschichte
Im Jahre 1554 wurde ein vermutlich von König Ludwig XI. gestiftetes neues Weihrauchfass installiert, das während des Spanischen Unabhängigkeitskriegs 1809 von napoleonischen Truppen geraubt wurde.
Bei der Verwendung des Botafumeiro kam es mehrfach zu Unfällen – 1499 stürzte ein Botafumeiro durch die Fenster der Südseite auf die Plaza de las Praterías, auch 1622, 1925 und 1937 kam es zu Unfällen.

## Gebrauch
Der Botafumeiro hängt an einem 66 m langen Seil. Am Ende des Hochamtes von acht Männern in Schwung gesetzt, schwingt er mit ca. 65 km/h durch das Querschiff. Am Tiefpunkt der Kreisbahn berührt er beinahe den Boden. Um dem Weihrauchfass nach und nach die notwendige Energie zu geben, verkürzen die Männer das Seil durch Ziehen beim Durchgang durch den Tiefpunkt etwas nach oben, und lassen es bei der maximalen Auslenkung an den Wendepunkten wieder um die gleiche Strecke los, wodurch die tatsächliche Bewegung von einer Kreisbahn geringfügig abweicht und zu einer Ellipsenflanke wird.
Da bei der Benutzung des Botafumeiro Kosten entstehen, wird er nicht bei jeder Messe gebraucht, sondern lediglich zu besonderen Anlässen sowie gegen Kostenübernahme durch Sponsoren oder Einzelpersonen.